# Alfred Ernest Peter
Alfred Ernest Peter est un peintre naïf suisse, né le 22 février 1890 à Aubonne et mort en 1980.

## Biographie
Alfred Ernest Peter naît à Aubonne, dans le canton de Vaud, en Suisse. Il fait ses études à Lausanne, suit des cours de musique classique avec Ernest Ansermet et devient ami de Ramuz. D'abord banquier comme son père, il s'installe à Paris en 1911 et commence à peindre tardivement, à la suite de la mort de sa femme. Ses tableaux de Paris l'apparentent à un « Utrillo de l'art naïf »[réf. nécessaire] : Le Moulin de la Galette (1960) ou Vue de la Place du Tertre (1961). Des peintures plus intimes existent, comme La Vieille Chaise (1962).
Du 10 au 30 juin 1964, une exposition-rétrospective consacrée à Alfred Ernest Peter a été organisée à la Galerie des Orfèvres (Paris).
Aujourd'hui, de nombreuses toiles d'Alfred Ernest Peter sont exposées dans des musées et galeries consacrés à l’Art naïf : Plus on est de fous plus on rit (Jeux sur la place) (collection de Max Fourny) est exposée au Musée international d'art naïf de Vicq. Deux vues de la maison d'Anatole Janoski sont exposées au musée international d'art naïf Anatole Jakovsky de Nice. Le musée du Vieux château à Laval héberge L'Église de Bagnolet (1966) et La Place de la Contrescape (1967). D'autres huiles comme Le Bateau-Lavoir, place Ravignan (1966) sont quant à elles répertoriées par le catalogue de la Galerie Pro Arte Kasper (Morges, Suisse).